# Hystricia testacea
Hystricia testacea är en tvåvingeart som beskrevs av Macquart 1843. Hystricia testacea ingår i släktet Hystricia och familjen parasitflugor. Inga underarter finns listade i Catalogue of Life.